# Landkreis Osterburg

Wappen des Kreises Osterburg

Der Landkreis Osterburg, ursprünglich Kreis Osterburg, war von 1816 bis 1945 ein Landkreis in der preußischen Provinz Sachsen und von 1945 bis 1952 im Land Sachsen-Anhalt der SBZ bzw. DDR.

## Verwaltungsgeschichte

### Königreich Preußen
Im Rahmen der preußischen Verwaltungsreformen nach dem Wiener Kongress wurde zum 1. Juli 1816 der Kreis Osterburg im Regierungsbezirk Magdeburg der preußischen Provinz Sachsen eingerichtet. Das Landratsamt war in Osterburg.

### Norddeutscher Bund/Deutsches Reich
Seit dem 1. Juli 1867 gehörte der Kreis zum Norddeutschen Bund und seit dem 1. Januar 1871 zum Deutschen Reich.
Gegen Ende der 1920er Jahre wurden im Kreis Osterburg alle Gutsbezirke aufgelöst und benachbarten Landgemeinden zugeteilt.
Nach Auflösung der Provinz Sachsen zum 1. Juli 1944 gehörte der Kreis zur neuen Provinz Magdeburg, Regierungsbezirk Magdeburg. Im Frühjahr 1945 wurde das Kreisgebiet durch die amerikanischen Alliierten Streitkräfte besetzt.

### Deutsche Demokratische Republik
Am 1. Juli 1950 kam es in der DDR zu einer ersten Verwaltungsreform, in deren Rahmen die Gemeinden Binde, Fleetmark, Kaulitz, Kerkau, Mechau und Schernikau aus dem nunmehr Landkreis Osterburg genannten Kreis in den Landkreis Salzwedel wechselten. Im Zuge der Verwaltungsreform von 1952 in der DDR wurden an der Abgrenzung des Landkreises weitere umfangreiche Änderungen vorgenommen:
- Die Städte Arendsee, Seehausen und Werben sowie die Gemeinden Aulosen, Behrend, Beuster, Bömenzien, Deutsch, Drüsedau, Falkenberg, Geestgottberg, Genzien, Gollensdorf, Groß Garz, Harpe, Höwisch, Kläden, Krüden, Leppin, Lichterfelde, Lindenberg, Losenrade, Losse, Neukirchen, Neulingen, Pollitz, Räbel, Schönberg, Schrampe, Thielbeer, Wahrenberg, Wanzer, Wendemark, Ziemendorf und Zießau bildeten den neuen Kreis Seehausen.
- Die Gemeinden Meßdorf und Späningen kamen zum neuen Kreis Kalbe.
- Alle übrigen Gemeinden bildeten zusammen mit den Gemeinden Baben, Häsewig, Klein Schwechten und Ziegenhagen des Landkreises Stendal den Kreis Osterburg.
- Die Kreise Osterburg, Seehausen und Kalbe wurden dem neuen Bezirk Magdeburg zugeordnet.

Der Kreis Seehausen wurde 1965 wieder aufgelöst und in den Kreis Osterburg eingegliedert.

### Bundesrepublik Deutschland
Nach der Wiedervereinigung der beiden deutschen Staaten wurde der Kreis 1990 im wiedergegründeten Land Sachsen-Anhalt zum Landkreis Osterburg, der bei der Kreisreform von 1994 zum größten Teil im Landkreis Stendal aufging. Die Stadt Arendsee mit Umland schloss sich dem Altmarkkreis Salzwedel an.

## Einwohnerentwicklung
| Jahr | Einwohner | Quelle |
| ---- | --------- | ------ |
| 1816 | 28.106    | [ 2 ]  |
| 1843 | 36.780    | [ 3 ]  |
| 1871 | 44.998    | [ 4 ]  |
| 1890 | 47.354    | [ 5 ]  |
| 1900 | 43.830    | [ 5 ]  |
| 1910 | 45.206    | [ 5 ]  |
| 1925 | 48.286    | [ 5 ]  |
| 1933 | 45.862    | [ 5 ]  |
| 1939 | 44.480    | [ 5 ]  |
| 1946 | 66.111    | [ 6 ]  |

## Landräte
1816–1820 Leopold Wilhelm von der Schulenburg (1772–1838)
1820–1838 Wilhelm von Jagow (1770–1838)
1838–1846 Friedrich Ludwig Karl von Knoblauch
1846–1858 Friedrich von Jagow (1802–1858)
1858–1885 Friedrich Gottlob Jakob von der Schulenburg (1818–1893)
1885–1893 Ernst von Jagow (1853–1930)
1883–1912 Hermann von Jagow (1848–1923)
1912–1920 Armin von Lossow (1876–1945)
1920–1933 Konrad Zorn (1882–??)
1933–1945 Keßler

## Kommunalverfassung
Der Kreis Osterburg gliederte sich in Städte, in Landgemeinden und – bis zu deren Auflösung im Jahre 1929 – in selbstständige Gutsbezirke. Mit Einführung des preußischen Gemeindeverfassungsgesetzes vom 15. Dezember 1933 gab es ab dem 1. Januar 1934 eine einheitliche Kommunalverfassung für alle preußischen Gemeinden. Mit Einführung der Deutschen Gemeindeordnung vom 30. Januar 1935 trat zum 1. April 1935 im Deutschen Reich eine einheitliche Kommunalverfassung in Kraft, wonach die bisherigen Landgemeinden nun als Gemeinden bezeichnet wurden. Diese waren in Amtsbezirken zusammengefasst. Eine neue Kreisverfassung wurde nicht mehr geschaffen; es galt weiterhin die Kreisordnung für die Provinzen Ost- und Westpreußen, Brandenburg, Pommern, Schlesien und Sachsen vom 19. März 1881.

## Städte und Gemeinden

### Stand 1945
Der Kreis Osterburg umfasste 1945 vier Städte und 121 weitere Gemeinden.
| - Altenzaun - Arendsee, Stadt - Aulosen - Ballerstedt - Behrend - Behrendorf - Berge - Bertkow - Beuster - Biesenthal - Binde - Bömenzien - Boock - Bretsch - Busch - Calberwisch - Dalchau - Dequede - Dessau - Deutsch - Dewitz - Dobbrun - Drösede - Drüsedau - Düsedau - Einwinkel - Erxleben - Falkenberg - Fleetmark - Flessau - Gagel - Geestgottberg | - Genzien - Gestien - Gethlingen - Giesenslage - Gladigau - Goldbeck - Gollensdorf - Groß Ellingen - Groß Garz - Groß Rossau - Harpe - Heiligenfelde - Herzfelde - Hindenburg - Hohenberg-Krusemark - Höwisch - Iden - Jeggel - Kassuhn - Kaulitz - Kerkau - Kerkuhn - Kläden - Klein Ellingen - Klein Holzhausen - Klein Rossau - Kleinau - Königsmark - Kossebau - Krevese - Krüden - Krumke | - Leppin - Lichterfelde - Lindenberg - Lohne - Losenrade - Losse - Lückstedt - Mechau - Meseberg - Meßdorf - Möllendorf - Natterheide - Neukirchen - Neulingen - Osterburg, Stadt - Osterholz - Ostorf - Petersmark - Plätz - Polkau - Polkern - Pollitz - Priemern - Räbel - Rathsleben - Rengerslage - Rohrbeck - Rönnebeck - Sandauerholz - Sanne - Scharpenlohe - Schernikau | - Schliecksdorf - Schmersau - Schönberg - Schönebeck - Schrampe - Schwarzholz - Seehausen i./Altmark, Stadt - Späningen - Stapel - Storbeck - Stresow - Thielbeer - Uchtenhagen - Vielbaum - Wahrenberg - Walsleben - Wanzer - Wasmerslage - Wendemark - Werben a./Elbe, Stadt - Werder - Wohlenberg - Wollenrade - Wolterslage - Zedau - Zehren - Ziemendorf - Zießau - Zühlen |

### Bis 1945 aufgelöste Gemeinden
- Groß Aulosen und Klein Aulosen, 1928 zu Aulosen zusammengeschlossen
- Groß Ballerstedt und Klein Ballerstedt, 1939 zu Ballerstedt zusammengeschlossen
- Groß Beuster und Klein Beuster, 1928 zu Beuster zusammengeschlossen
- Kallehne und Velgau, 1939 zu Fleetmark zusammengeschlossen
- Hohenberg und Krusemark, 1928 zu Hohenberg-Krusemark zusammengeschlossen
- Groß Wanzer und Klein Wanzer, 1936 zu Wanzer zusammengeschlossen
- Blankensee, 1936 zu Wolterslage
- Ferchlipp, 1938 zu Lichterfelde
- Groß Holzhausen, 1939 zu Krüden
- Haverland, 1939 zu Groß Garz
- Kraatz, 1939 zu Kläden
- Möckern, 1938 zu Erxleben
- Orpensdorf, 1939 zu Schmersau
- Polkritz, 1939 zu Schwarzholz
- Rethhausen, 1936 zu Wolterslage